# Frontilabrus caeruleus
Frontilabrus caeruleus là loài cá biển duy nhất thuộc chi Frontilabrus trong họ Cá bàng chài. Loài cá này được mô tả lần đầu tiên vào năm 1989.

## Từ nguyên
Từ frontis trong tên gọi của chi bắt nguồn từ tiếng Latinh có nghĩa là "trán", hàm ý đề cập đến hình vòng cung của đỉnh đầu khi nhìn một bên, còn từ labrus đề cập đến tên gọi của họ Cá bàng chài.
Tính từ định danh caeruleus cũng bắt nguồn từ tiếng Latinh, mang ý nghĩa là màu "xanh lam", ám chỉ màu sắc tổng thể của mẫu vật được thu thập.

## Phạm vi phân bố
F. caeruleus có phạm vi phân bố ở Trung Ấn Độ Dương. Loài cá này hiện chỉ được biết đến qua một cá thể đang phát triển được tìm thấy tại vùng biển Maldives.

## Mô tả
Cá thể F. caeruleus duy nhất được biết đến có chiều dài cơ thể đo được là khoảng 9,4 cm. Cá thể này đã được nuôi trong một bể cá tại Bảo tàng Thủy cung Nancy (Nancy, Pháp) từ ngày 3 tháng 5 năm 1985 đến ngày 22 tháng 7 năm 1986.